# Обуасі
Обуасі (англ. Obuasi) — місто в Гані, у регіоні Ашанті, адміністративний центр однойменного муніципального округу.

## Географія
Місто розташоване у південній частині регіону Ашанті, за 63 км на південний захід від міста Кумасі, столиці регіону.

## Населення
Населення міста, станом на 2013 рік, налічує 180,334 особи.

## Економіка
У місті діє золота шахта, яка є однією з найбільших золотих копалень у світі. Золото видобувають у копальні щонайменше з XVII століття.

## Спорт
У місті базується футбольна команда «Ашанті Голд», чотириразовий чемпіон Гани.

## Персоналії
Уродженці
- Абдул Фатаву Дауда (нар. 6 квітня 1985) — ганський футболіст, воротар.
- Джон Менса (нар. 29 листопада 1982) — ганський футболіст, захисник.
- Абдул Кадірі Могаммед (нар. 7 березня 1996) — ганський футболіст, півзахисник.
- Патрік Твумасі (нар. 6 квітня 1985) — ганський футболіст, нападник.

## Міста-побратими
- Ріверсайд, США